# Évêque de Bristol

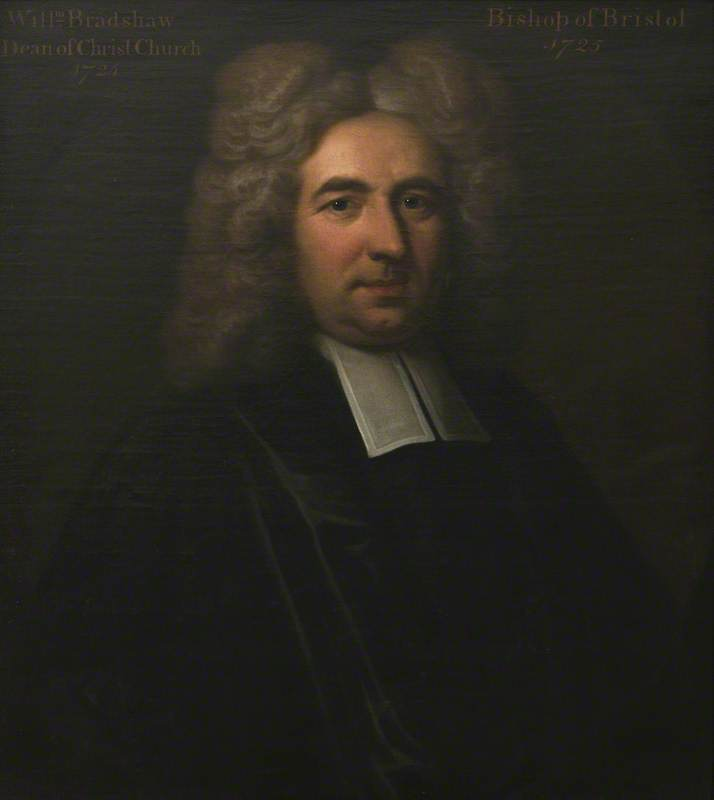
William Bradshaw par Enoch Seeman

L'évêque de Bristol est un prélat de l'Église d'Angleterre. Il dirige le diocèse de Bristol depuis son siège, la cathédrale de la Sainte-et-Indivisible-Trinité de Bristol. 
Le titre est créé en 1542, après la dissolution des monastères décidée par le roi Henri VIII d'Angleterre.

## Liste des évêques de Bristol
- 1542-1554 : Paul Bush
- 1554-1558 : John Holyman
- 1562-1579 : Richard Cheyney
- 1581-1589 : John Bullingham
- 1589-1593 : Richard Fletcher
- 1603-1617 : John Thornborough
- 1617-1619 : Nicholas Felton
- 1619-1622 : Rowland Searchfield
- 1623-1632 : Robert Wright
- 1633-1636 : George Coke
- 1637-1641 : Robert Skinner
- 1642-1644 : Thomas Westfield
- 1644-1646 : Thomas Howell
- 1661-1671 : Gilbert Ironside
- 1672-1679 : Guy Carleton
- 1679-1684 : William Gulston
- 1684-1685 : John Lake
- 1685-1689 : Jonathan Trelawny
- 1689-1691 : Gilbert Ironside
- 1691-1710 : John Hall
- 1710-1714 : John Robinson
- 1714-1719 : George Smalridge
- 1719-1724 : Hugh Boulter
- 1724-1732 : William Bradshaw (en)
- 1733-1734 : Charles Cecil
- 1735-1737 : Thomas Secker
- 1737-1738 : Thomas Gooch
- 1738-1750 : Joseph Butler
- 1750-1755 : John Conybeare
- 1756-1758 : John Hume
- 1758-1761 : Philip Yonge
- 1761-1782 : Thomas Newton
- 1782-1783 : Lewis Bagot
- 1783-1792 : Christopher Wilson
- 1792-1794 : Spencer Madan
- 1794-1797 : Reginald Courtenay
- 1797-1802 : Folliott Cornewall
- 1802-1807 : George Pelham
- 1807-1808 : John Luxmoore
- 1808-1820 : William Lort Mansel
- 1820-1827 : John Kaye
- 1827-1834 : Robert Gray
- 1834-1836 : Joseph Allen

De 1836 à 1897, les évêchés de Bristol et de Gloucester sont réunis au sein d'un diocèse unique.
- 1897-1914 : Forrest Browne
- 1914-1933 : George Nickson
- 1933-1946 : Clifford Woodward
- 1946-1958 : Frederick Cockin
- 1958-1975 : Oliver Tomkins
- 1976-1985 : John Tinsley
- 1985-2002 : Barry Rogerson
- 2003-2018 : Mike Hill
- depuis 2018 : Vivienne Faull